# 奥塞梯饮食
奥塞梯饮食是指北高加索奥塞梯人的飲食習慣。

## 奥塞梯馅饼

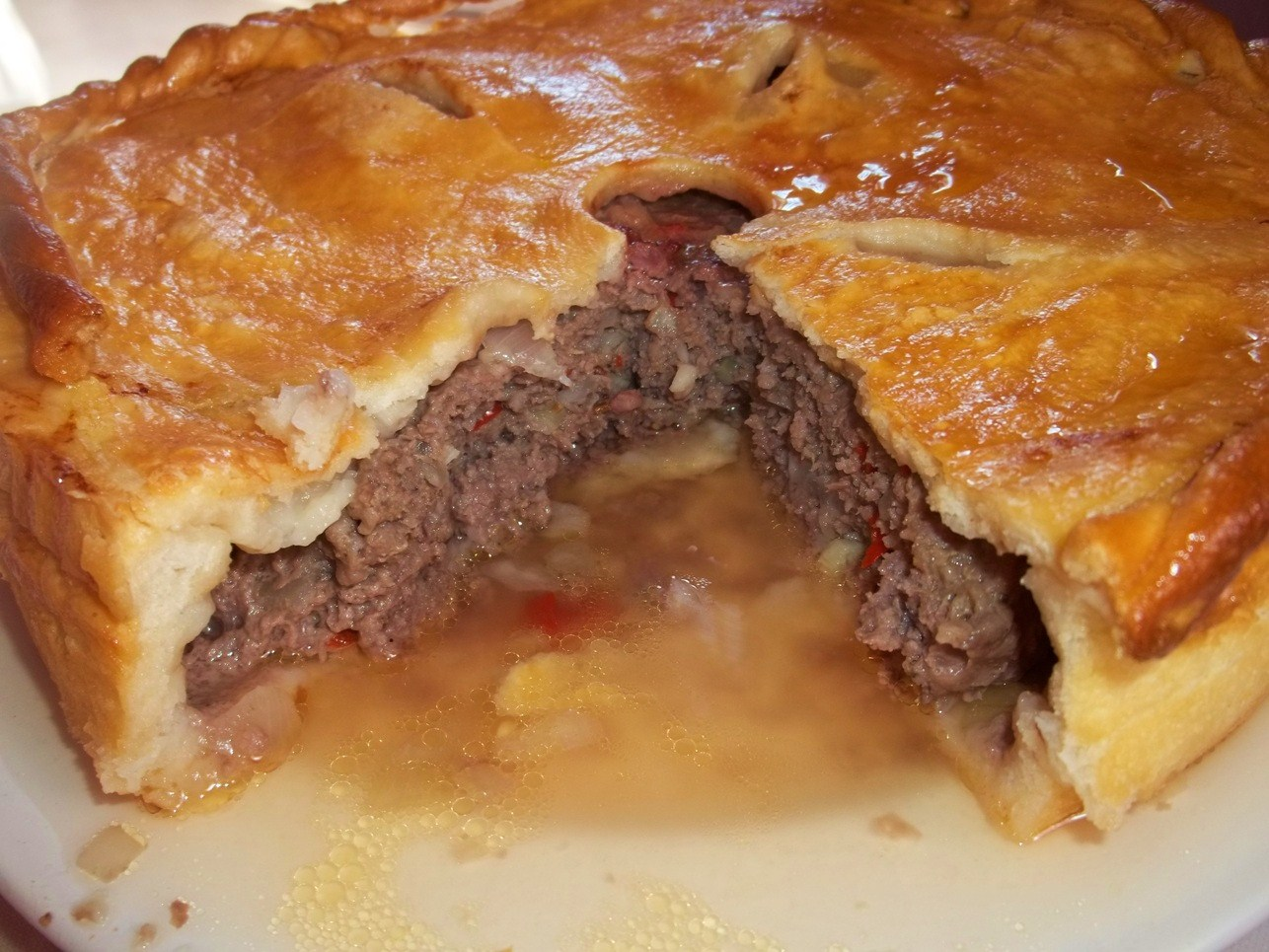
奥塞梯馅饼

當地人喜歡吃奥塞梯馅饼，這是一种含有肉的馅饼。

## 奥塞梯啤酒

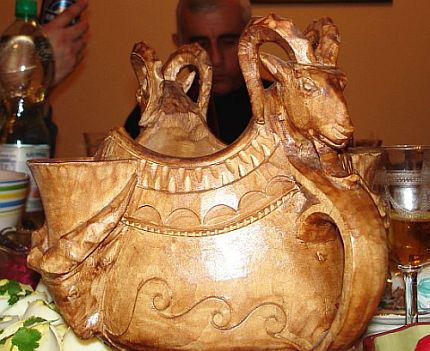
奥塞梯啤酒

奥塞梯人一直有釀造啤酒以及喝啤酒的習俗。 奥塞梯啤酒呈深棕色以及黑色，而且几乎没有泡沫，酒精含量比大多数啤酒要低得多。

## 奥塞梯奶酪

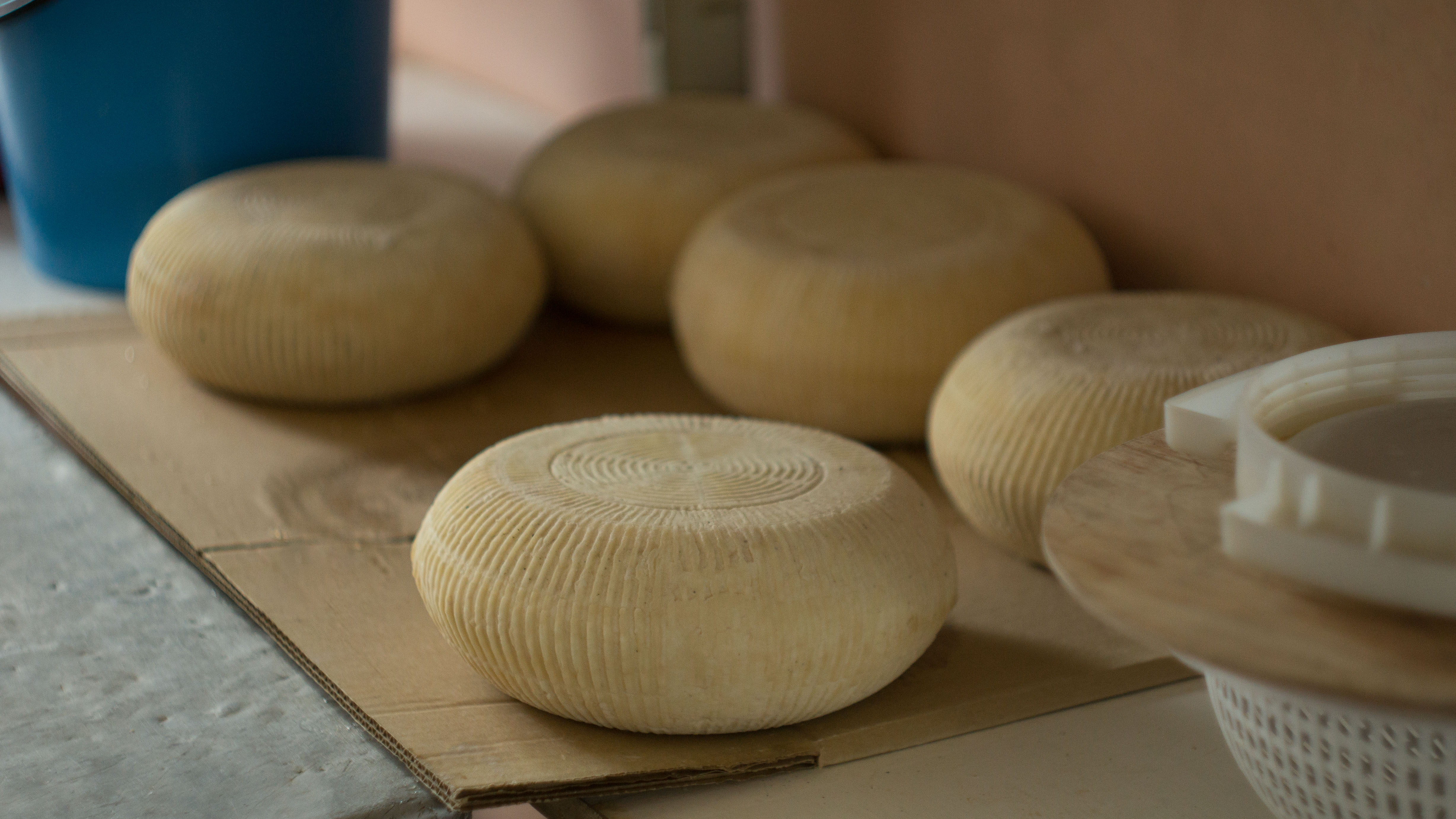
奥塞梯奶酪

奥塞梯奶酪是奥塞梯人經常吃的奶酪。 